# Laphria anthrax
Laphria anthrax är en tvåvingeart som beskrevs av Johann Wilhelm Meigen 1804. Laphria anthrax ingår i släktet Laphria och familjen rovflugor. Inga underarter finns listade i Catalogue of Life.